# Єнакіївське професійно-технічне металургійне училище
Єна́кіївське професі́йно-техні́чне металургі́йне учи́лище — це багатопрофільний навчальний заклад, який готує фахівців для підприємств металургійної промисловості. Розташоване в Єнакієвому Донецької області.

## Історія діяльності ЄПТМУ
Середнє міське професійно-технічне училище № 50 металургійного спрямування створене 1971 року на базі Єнакієвського металургійного заводу.
Першим директором училища 4 жовтня 1971 року було призначено Анатолія Григоровича Єлісєєва. Він доклав багато сил для того, щоб училище отримало репутацію одного з найкращих не лише в місті, а й в області. Ветерани та випускники училища пригадують, що Анатолій Григорович був людиною, яка любила дисципліну не лише серед учнів, але й в педагогічному колективі.
За короткий термін училище зарекомендувало себе з гарного боку: активно брало участь у міських, обласних та навіть республіканських конкурсах і оглядах.
З 1973 року ПТУ № 50 одним з перших починає разом із робітничою кваліфікацією давати учням повну середню освіту. ВІдтоді значно поповнюється інженерно-педагогічний колектив.
В 1980–1996 роках директором училища був В'ячеслав Михайлович Огурцов, який у системі профтехосвіті пропрацював більше 20 років.
В 1984 році реорганізоване в середнє професійно-технічне училище № 50.
В 1989 році реорганізоване у професійно-технічне училище № 50.
З 1997 року училище очолила директор Раїса Іванівна Ткачук. Ткачук Р. І. довелося керувати училищем у складних економічних умовах, коли держава мало уваги приділяла профтехосвіті. Але їй вдалося втримати на плаву всю діяльність училища.
З 2002 по 2011 роки училищем керував Сверчков Сергій Костянтинович. Це був досвідчений педагог, гарний керівник, який усі свої сили спрямовував на те, щоб училище залишилося одним із найкращих у місті та області.
У 2006 році перейменоване на Єнакіївське професійно-технічне металургійне училище (ЄПТМУ).
З 2011 року училищем керує директор Ткаченко Наталя Геннадіївна. Це досвідчений, ерудований керівник, який вкладає в училище свою душу і серце, гідно продовживши та закріпивши найкращі традиції своїх попередників.
У 2001 році ПТУ № 50 стало єдиним училищем у місті, яке має середню освіту, яке пройшло атестацію в Києві та отримало ліцензію на підготовку робочих кадрів за такими спеціальностями:
- машиніст крана, кранівник;
- токар, токар-розточувальник, фрезерувальник;
- слюсар з ремонту автомобілів, слюсар з ремонту промислового обладнання;
- помічник машиніста тепловоза, складач поїздів;
- слюсар контрольно-вимірювальних приладів, та автоматики;
- електромонтер з ремонту електрообладнання.